# Konnexitet
Konnexitet är ett juridiskt begrepp inom skuldebrevsrätten som betecknar att två fordringar har sin grund i samma rättsförhållande.
Konnexitet aktualiseras vid kvittning av löpande skuldebrev. Utgångspunkten vid dessa är att kvittning inte är möjlig. Detta kommer som en följd av principen att en förvärvare av ett löpande skuldebrev inte skall utsättas för invändningar som har sitt ursprung i en motfordran som gäldenären har gentemot den överlåtande borgenären. Om fordran och motfordran har sin grund i ett och samma rättsförhållande (exempelvis ett köp), äger emellertid gäldenären rätt att kvitta, enligt vad som stadgat är i 18 § 2 st. SkbrL. 
En sådan motfordran som avses skulle exempelvis kunna uppkomma om en köpt vara, som blivit betald genom att ett löpande skuldebrev har upprättats, är behäftad med fel och köparen (gäldenären) därmed har rätt att kräva prisavdrag, förutsatt att omleverans eller avhjälpande inte kan göras gällande. Den fordran som då uppkommer kommer att ha sin grund i samma rättsförhållande som köpeskillingen (huvudfordran) och således föreligger konnexitet, varför gäldenären har rätt att kvitta.